# Die große Chance (EP)
Die große Chance ist das dritte Extended-Play-Album des österreichischen Schlagersängers Freddy Quinn, das im November 1957 im Musiklabel Polydor (Nummer 20 298 EPH) erschien.

## Plattencover
Auf dem Plattencover ist der seine Gitarre spielende Freddy Quinn zu sehen, während er sich in einer Bar befindet.

## Musik
Einmal in Tampico und Ein armer Mulero stammen aus der Feder von Lotar Olias und Peter Moesser, Vergiss mich nicht und Onkel Sammy von Aldo von Pinelli und Lotar Olias.
Die Musik von Einmal in Tampico und Ein armer Mulero auf Seite A stammt von Horst Wende und seine Calypso-Band sowie seinen Tanzsolisten. Die Seite B wurde vom Orchester Carl de Groof und Die Teddies gespielt.
Die Musik sind Originalaufnahmen aus dem gleichnamigen Film, der im selben Jahr veröffentlicht worden war.

## Singleauskopplungen
Einmal in Tampico / Ein armer Mulero erschien wie dieses Album 1957, während die Lieder Vergiss mich nicht und Onkel Sammy nicht als Single erschienen.

## Titelliste
Das Album beinhaltet folgende vier Titel:
- Seite 1

1. Einmal in Tampico
2. Ein armer Mulero

- Seite 2

1. Vergiss mich nicht
2. Onkel Sammy

## Weitere Veröffentlichungen
Für Dänemark wurde eine Edition unter dem dänischen Albumtitel Den Store Chance veröffentlicht, die Titel und Titelnamen waren dieselben.